# Peter Lassen (fodboldspiller)
Peter Lassen (født 4. oktober 1966) er en dansk tidligere fodboldspiller, og nuværende sportsdirektør for Hvidovre IF.
Han  var topscorer i sæsonen Superligaen 1999-2000. Han er mest kendt for at have spillet for Hvidovre IF, BK Frem, Akademisk Boldklub og Silkeborg IF samt Eendracht Aalst i Belgien.